# Rally Costa Brava de 1973
El Rally Costa Brava de 1973, oficialmente 21.º Rally Costa Brava, fue la vigésimo primera edición, la segunda cita de la  temporada 1973 del Campeonato de Europa de Rally y la primera de la temporada 1973 del Campeonato de España de Rally. Se celebró del 10 al 12 de febrero y contó con un itinerario de 321 km cronometrados.

## Clasificación final
| Pos. | Piloto           | Copiloto            | Automóvil                  | Tiempo  | Diferencia |
| ---- | ---------------- | ------------------- | -------------------------- | ------- | ---------- |
| 1.   | Sandro Munari    | Mario Mannucci      | Lancia Fulvia 1.6 Coupé HF | 4:17:45 | 0.0        |
| 2.   | Raffaele Pinto   | Arnaldo Bernacchini | Fiat 124 Abarth Rallye     | 4:21:55 | +4:10      |
| 3.   | Sobieslaw Zasada | Ryszard Żyszkowski  | Porsche 911 S              | 4:35:37 | +17:52     |
| 4.   | Sergio Barbasio  | Gino Macaluso       | Fiat 124 Abarth Rallye     | 4:36:41 | +18:56     |
| 5.   | Joan Cruylles    | A. Duran            | SEAT 124-1600              | 4:55:57 | +38:12     |
| 6.   | José María Xiol  | Joan Arnella        | SEAT 1430                  | 5:01:15 | +43:30     |
| 7.   | Pedro Bonet      | Eudaldo Bonet       | SEAT 1430                  | 5:11:01 | +53:16     |
| 8.   | Antonio Melero   | A.P. de Lara        | Simca 1200 S               | 5:14:33 | +56:48     |
| 9.   | Joan Tarrés      | «Tits»              | SEAT 1430                  | 5:16:43 | +58:58     |
| 10.  | José María Jordá | F.J. Casanova       | SEAT 1430                  | 5:23:37 | +1:05:52   |